# Feed the Devil
Pour plus de détails, voir Fiche technique et Distribution.
Feed the Devil est un film d'horreur réalisé par Max Perrier, sorti en 2014. Il met en vedettes dans les rôles principaux Jared Cohn, Ardis Barrow et Victoria Curtain.

## Synopsis
Marcus (Jared Cohn), un petit trafiquant de drogue, apprend par hasard l'emplacement d'une région reculée d'Alaska où il y a des champs entiers d’une marijuana particulièrement puissante qui vaut beaucoup d’argent. Alléché par le gain rapide possible, il embarque sa petite amie Stella (Victoria Curtain) sa sœur Lydia (Ardis Barrow) dans un road trip pour aller piller les cultures de beuh. Bien sûr, c'est une très mauvaise idée, car la forêt est considérée comme le « terrain de chasse des dieux » par les Amérindiens qui l’habitaient autrefois. C’est un territoire sacré, et les visiteurs y sont indésirables. Marcus et ses compagnes croisent le chemin d’un monstre affamé qui joue au chat et à la souris avec eux. Les forces maléfiques liées à un mythe amérindien vont transformer la quête d’argent facile, à travers les plants de marijuana, en un voyage au cœur des ténèbres et un combat pour survivre aux forces maléfiques surnaturelles de la forêt.

## Distribution
- Jared Cohn : Marcus
- Ardis Barrow : Lydia
- Victoria Curtain : Stella
- Brandon Perrault : le tueur[2]
- Nahka Bertrand : Mai
- Tyson Houseman : Odjiri
- Jean Drolet : le Bon Samaritain
- Julia Dawi : la petite amie
- Astrida Auza : Melinda[3]
- Marco Collin : Marco Collin
- Nicholas B. York : Jeremiah
- Alan Harrington : George
- Jonathan David Orr : le fils du braconnier
- Serge Patry : le braconnier
- Daniel Tuira : fantôme
- Ken Warren Gunn : fantôme
- Mary Sharky : fantôme
- Conrad Simon : fantôme[4]

## Production
Le film est sorti en salles le 6 novembre 2015,.